# Jean-François-Charles de Molette
Jean François Charles de Molette, comte de Morangiès (ou marquis), né le 22 février 1728 à Lanuéjols (Lozère) et mort le 28 juin 1801 (9 messidor an IX) des suites de coups reçus d'après son acte de décès enregistré à Saint-Alban-sur-Limagnole (Lozère),, est un militaire français et membre de l'une des plus grandes baronnies du Gévaudan.
Pour certains auteurs il est considéré comme suspect, mais sans aucune preuves contre lui, dans l'affaire de la « bête du Gévaudan » depuis des accusations portées à son encontre à partir des années 1930.

## Biographie

### Sa famille
Jean-François-Charles est l'un des quatre fils de Pierre-Charles de Molette, marquis de Morangiès et comte de Saint-Alban, et de Louise-Claudine de Châteauneuf-Randon, baronne de Tournel. La riche famille siège aux États de Languedoc.

### Carrière militaire
Mousquetaire du roi à l'âge de 14 ans, il entre dans le corps des Gendarmes de la garde du roi Louis XV, au début de l'année 1744,. Il participe à la guerre de succession d’Autriche. Son supérieur dira de lui : « c'est un bon sujet, sage et appliqué. Il n'a pas de lumières bien étendues, mais il est attaché à ses devoirs et il a de quoi faire un bon officier. ».
Il épouse en 1753 Marie-Paule-Thérèse de Beauvilliers de Saint-Aignan, fille de duc, qui décède trois ans plus tard en lui laissant deux fils. Au début de la guerre de Sept Ans, il commande le régiment d'Infanterie-Languedoc avec le grade de colonel. Il combat en Allemagne avec ses frères avant d'être fait prisonnier à Minden (le prisonnier de Minden c'est son père !) jusqu'au début de l'année 1761.
Lorsque le comte de Morangiès quitte le service, il est promu au rang de Maréchal de camp, et devient commandeur de l’ordre royal et militaire de Saint-Louis à la suite de ses états de service. Ayant probablement contracté la tuberculose pendant la guerre, il se fait soigner en cure de retour en Gévaudan, à Bagnols-les-Bains. L'établissement thermal connaît une certaine notoriété lorsque le comte de Morangiès, aidé financière (preuve ?) de Stanislas Leszczynski (beau-père de Louis XV et roi de Pologne), met au jour un important trésor de l'Empire romain en 1764.

### Procès et humiliation

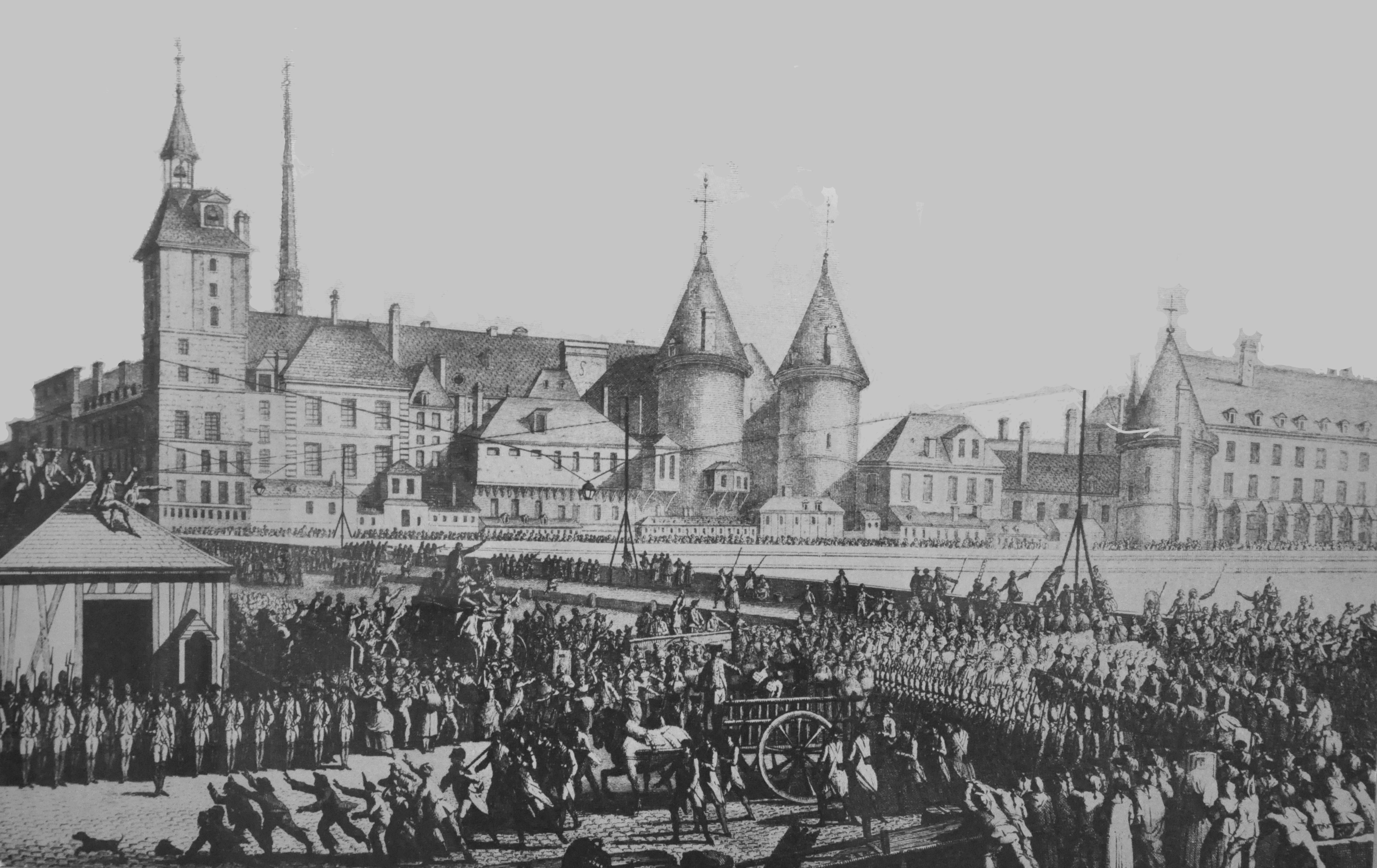
La Conciergerie de Paris.

Jean-François Charles de Molette obtint de son père, par contrat devant notaire, une « avance sur héritage » au détriment de ses frères... et de ses deux sœurs, Michelle et Jeanne, qui vont se retrouver au couvent.

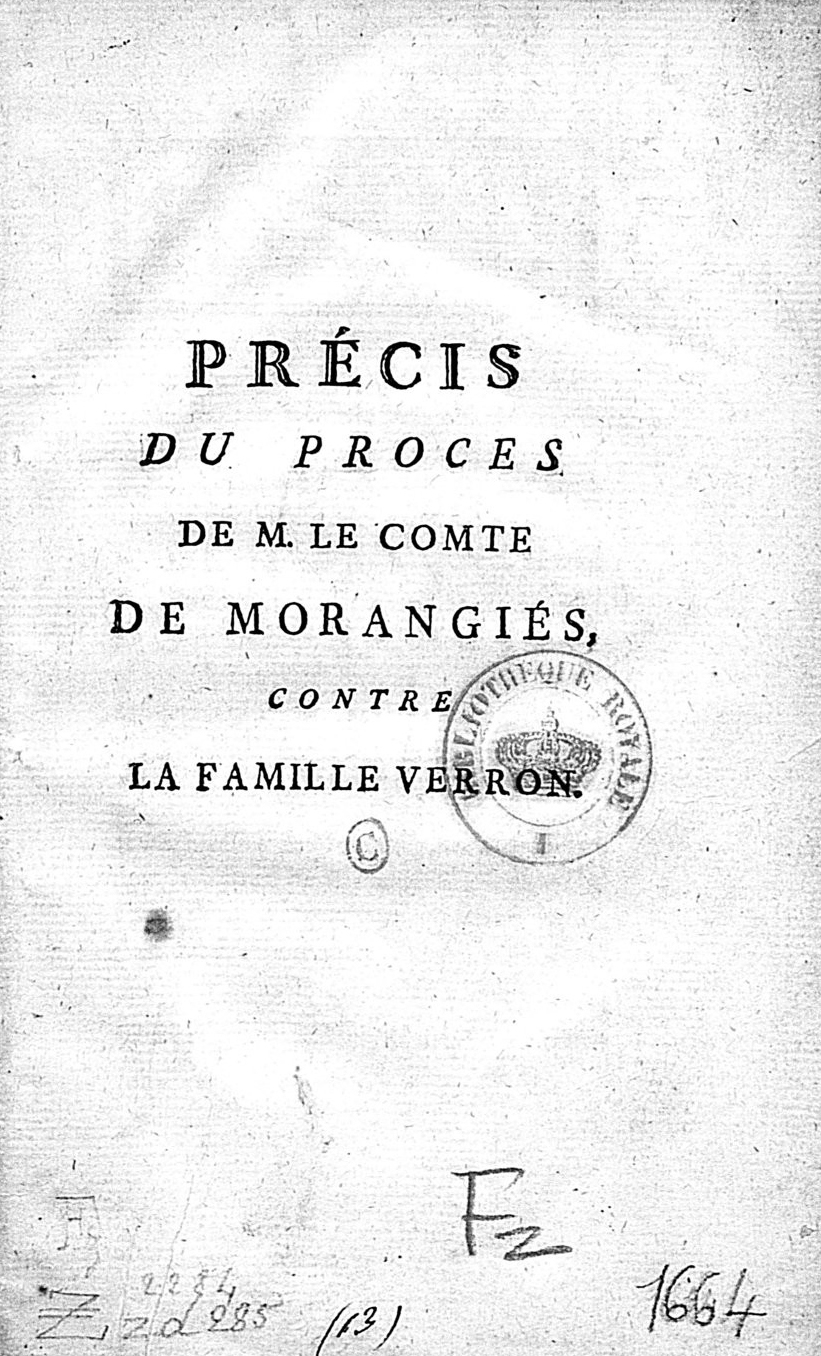
Page de garde du Précis du procès de M. le comte de Morangiès, contre la famille Verron, écrit par Voltaire en 1773.

En 1766, le comte prend ses distances avec le Gévaudan pour se retirer à Paris dans son hôtel particulier situé rue Saint-Jacques . En 1771, il emprunte une importante somme d'argent sous prétexte de l'investir dans l'amélioration d'une terre qu'il possède dans le Midi. La famille Verron, se désignant comme banquiers, affirme avoir prêté trois cent mille livres au comte, argent qu'il n'aurait jamais rendu à cause de ses dettes. L'affaire va aux tribunaux.
La confrontation entre le puissant seigneur et la famille de classe moyenne prend une dimension symbolique et soulève de nombreux débats passionnés dans toute la capitale,. Pour beaucoup, le charme et les manières raffinées du comte masquent la réalité d'un pouvoir reposant sur le recours à la violence et l'intimidation. Les avocats des Verron citent le comte de Morangiès comme étant « un homme né dans le plus grand monde (...), imposant [avec un ton de confiance des] promesses faciles [pour] flatter les inférieurs, leur donner une plus haute opinion d'eux-mêmes et les rendre dupes de leur amour-propre aux dépens de leur fortune ».
Brouillé avec sa famille, le comte de Morangiès est emprisonné à la Conciergerie le 11 février 1773. Les célèbres philosophes Voltaire et Simon-Nicolas-Henri Linguet prennent sa défense devant le Parlement de Paris,. Condamné lors d'un premier procès, il est acquitté au second et sort de prison. Mais le verdict en sa faveur fut très impopulaire, comme en témoigne un dessin cloué sur la porte du procureur, le représentant pendu à une potence. 
En 1774, la fortune familiale lui revient au décès de son père. L'accès du château de Saint-Alban lui étant refusé par ses frères désavantagés par cet héritage, il s'enfuit à Metz.

### Le scandale de son second mariage

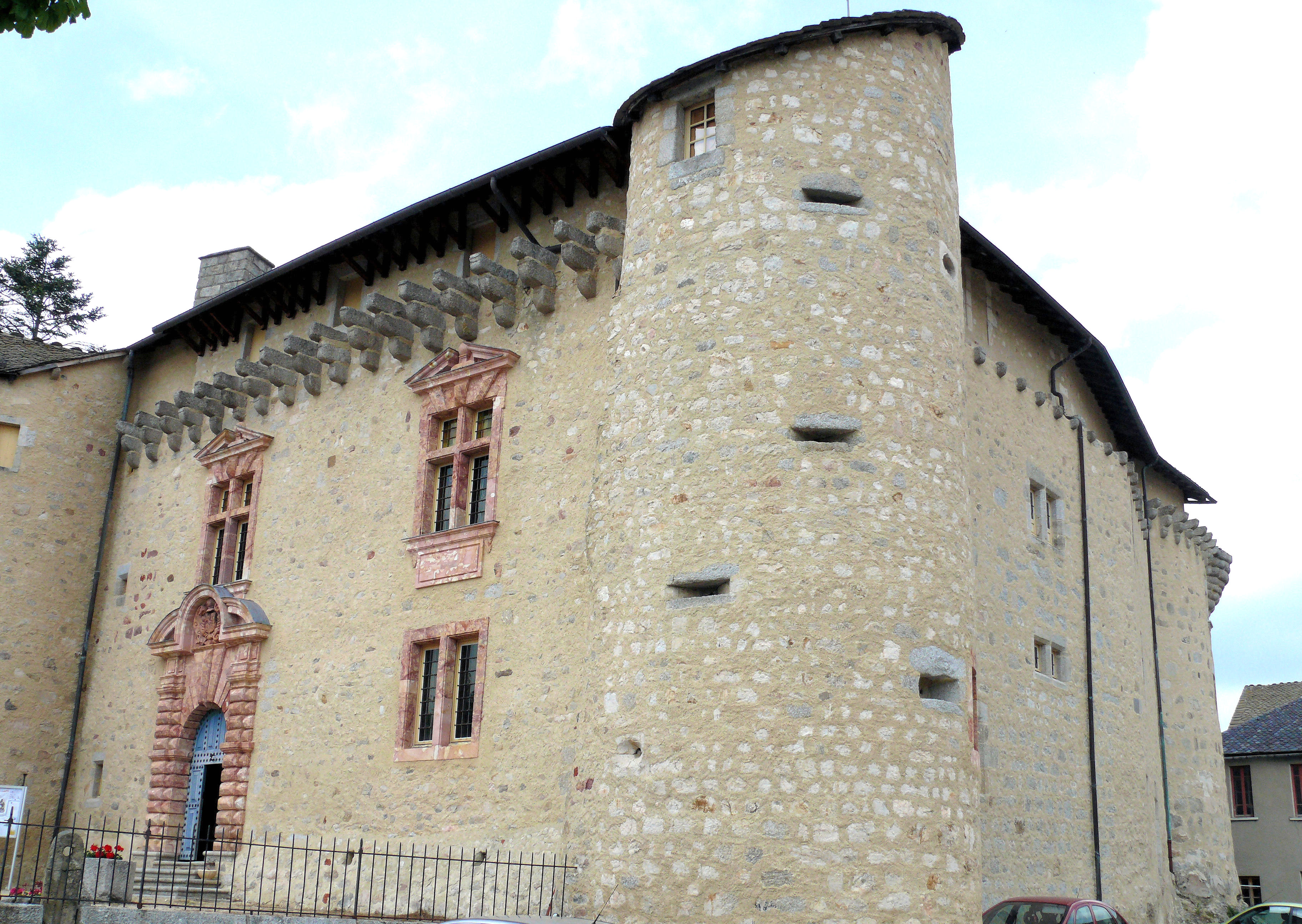
Le château de Saint-Alban, ancien fief de la famille Morangiès.

Après son procès, Jean-François Charles de Morangiès se laisse séduire par sa domestique, Louise-Antoine Fontaine... qui n'est autre qu'une escroc. Cette dernière, déjà mariée à un dénommé François Fremain, utilise quatorze identités différentes; son nom véritable étant Marie-Louise Josephe de Lespignières. Elle va alors abuser de sa crédulité en lui faisant reconnaître un enfant... qui n'est pourtant pas de lui. Cette fille prénommée Marie grandit avec le fils aîné du comte, François-Paul (alors actuel marquis de Morangiès). Ils se lient ensemble « d'une amitié très étroite ». La femme Fremain accuse le jeune homme d'inceste et de viol, avant d’essayer de lui faire épouser sa prétendue « sœur ». Le marquis, qui se méfie de la maîtresse de son père, refuse en prétextant qu'un noble ne peut s'allier à une roturière.
Marie-Louise de Lespignières menace alors de partir si son amant ne la demande pas en mariage. D'abord réticent, Jean-François Charles finit par accepter. Ils fuient à Francfort, où a lieu la cérémonie le 16 mai 1781 : De Lespignières devient ainsi la « comtesse de Morangiès », et sa fille prend le nom de Marie de Noblair de Molette de Morangiès. La rumeur de ces noces arrive aux oreilles de la famille du comte, à Saint-Alban, qui découvre les activités criminelles de cette femme en interrogeant son ancien mari, François Fremain dit « Jaquin » .
Le 26 juillet 1787, après une longue enquête et un procès au Châtelet qui soulève les débats sur la bigamie, la « comtesse » avoue avoir usé de fausses identités et abusé de la confiance du comte de Morangiès pour l'épouser et obtenir ses biens. Jean-François Charles apprend également que Marie n'est pas sa vraie fille... 
Marie-Louise de Lespignières est attachée pendant plusieurs heures à un poteau en place de Grève, marquée au fer rouge, puis incarcérée à l'hôpital de la Salpêtrière. Le comte de Morangiès n'est pas jugé innocent pour autant, et finit une nouvelle fois en prison. En 1791, les deux amants se retrouvent et emménagent finalement à Saint-Alban au grand malheur de la famille du comte. Jean-François Charles de Morangiès finira assassiné le 28 juin 1801 (9 messidor an IX) par cette même femme, qui comparaîtra devant le jury d'accusation de Marvejols,.

## La Bête du Gévaudan

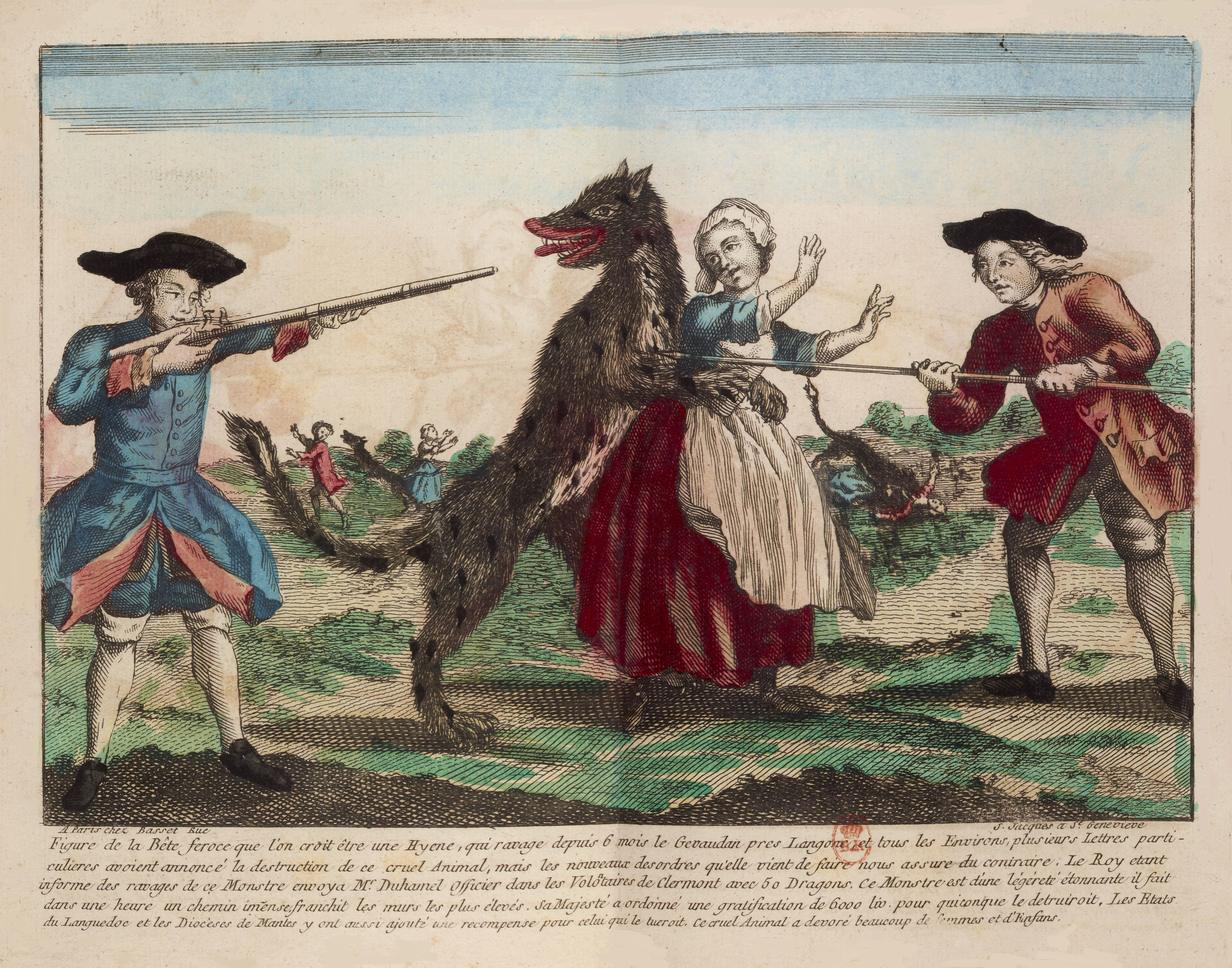
Gravure représentant la Bête du Gévaudan, BnF, recueil Magné de Marolles, vers 1764.

En 1764 apparaît en Gévaudan (Lozère/Haute-Loire) et en Auvergne un animal mystérieux qui emporte les enfants devant les maisons et attaque les bergères. De nombreux soldats, troupes royales et chasseurs distingués sont mobilisés mais le monstre échappe aux pièges. 
Le comte de Morangiès, révolté de voir sa province « désolée par un cruel animal qui ne deviendra que plus violent à mesure que l'hiver deviendra plus fort », demande à être mis à la tête d'une troupe d'officiers avec l'autorité requise sur les communautés de la région, « pour le bien de l'ordre public ». Mais sa demande est refusée, et c'est le capitaine Duhamel, capitaine aide-major des dragons du régiment de Clermont-Prince qui est chargé de chasser la Bête. Le nom du comte de Morangiès reste cité dans de nombreuses correspondances :

« (...) Je partis une heure avant le jour avec M. le comte de Morangiès pour exécuter la chasse particulière que nous avions projetée et pour laquelle j’avais envoyé des ordres à 17 paroisses. »

« On fit une chasse générale pour tâcher de détruire cette pernicieuse Bête. Toute la noblesse du pays était commandée par le comte de Morangiès, maréchal de camp. »

« (…) [la Bête] attaque près du château de St.-Alban, appartenant au comte de Morangiès, un jeune homme de 19 à 20 ans, sans lui faire heureusement d’autre mal que beaucoup de peur. »

Les saisons se succèdent et la liste des morts s'allonge. Les journaux d'Europe, comme La Gazette de France, Le Courrier d'Avignon ou La Gazette de Cologne (Zeitung von Köln), se passionnent pour cette histoire et publient des centaines d'articles en quelques mois. La rumeur évoque une hyène échappée d'un cirque, un loup-garou, voire un châtiment divin.
En septembre 1765, François Antoine, porte-arquebuse de Louis XV, tue un énorme loup sur le domaine de l'abbaye royale des Chazes. Le loup est empaillé et porté à Paris devant le Roi qui aussitôt déclare la Bête morte. Les journaux et la Cour se désintéressent de l'affaire. Mais trois mois plus tard, le massacre recommence en Gévaudan, cette fois dans  l'indifférence générale. Le 19 juin 1767, Jean Chastel, paysan du village de La Besseyre-Saint-Mary, tue un énorme canidé de 50 kilos. Passé cette date, plus aucune mort due à un animal mangeur d'hommes ne fut recensée en Gévaudan.

### Accusations contre le comte de Morangiès
C'est en 1910 que le docteur Paul Puech, professeur de gynécologie à l'université de médecine de Montpellier, développe l'hypothèse d'un tueur sadique qui aurait profité de la confusion pour assouvir ses pulsions,.
Plusieurs cas évoquent une intervention humaine dans les meurtres; comme la lettre d'Étienne Lafont à M. de Saint-Priest : « La mère, ne la voyant pas revenir, fut à ce pré où elle trouva les sabots de l'enfant sur le chemin. Elle s'en fut avertir son mari qui, avec les gens du village, courut toute la nuit pour faire des recherches et on trouva à la pointe du jour ses habits dans un champ avec un lambeau de la chemise mais on jamais pu découvrir le cadavre. Le 25 au soir, quelques batteurs retrouvèrent le cadavre qui était tout nu […] ». Ou encore un procès-verbal du 9 septembre 1765 ou du 21 décembre 1765 : « une petite fille de 11 ans, Agnès Mourgues, de Marcillac, fut égorgée et dévorée. […] on trouva çà et là ses vêtements en pièce et son petit corps nu, comme si elle venait de naître (...) ».
En 1936, dans son roman La Bête du Gévaudan écrit sous la forme d'une chronique d'époque, Abel Chevalley imagine des détails qui évoquent l'utilisation d'un animal dressé par un ou plusieurs sadiques. Le romancier met en avant la culpabilité du comte de Morangiès, que personne n'accusait pourtant jusqu'ici. « J’aurai à revenir sur cet affreux personnage depuis lors tristement célèbre. Mais nous ignorions alors qu’il fût aux abois et déjà vautré dans la crapule de Paris… après les sordides affaires qui l’auraient dû conduire en prison pour le reste de ses jours… » Le nom d'Antoine Chastel, fils du paysan Jean Chastel qui libère le pays de la Bête en 1767, est également évoqué.
Alain Decaux, Gérard Ménatory ou Jean-Jacques Barloy évoquent également un sadique opérant sous le couvert d'une haute protection. En 1988, Raymond-Francis Dubois émet l'hypothèse d'un chien de guerre recouvert d'un gilet (ou cuirasse) en peaux de sanglier le protégeant des balles et des couteaux. Selon lui, le monstre a été  dressé à tuer par un noble du Gévaudan prénommé Charles,.
C'est le spécialiste des fauves Michel Louis qui accuse officiellement, en 1992, le comte de Morangiès comme étant complice des crimes de la Bête du Gévaudan avec le fils de Jean Chastel. Louis parle d'un militaire déchu, calculateur et dénué de scrupules. « La culpabilité de Jean-François de Morangiès est pour moi une conviction, mais, faute de preuves, je continuerai à appeler « comte » le noble de haut rang qui fut avec Antoine Chastel à l’origine de l’affaire (...) À travers la bête, le comte pouvait assouvir à la fois une vengeance et une soif de puissance frustrée. La confusion dramatique engendrée par sa terrible création dut lui procurer un sentiment de puissance fantastique. La revanche d’un sadique mégalomane ». Michel Louis développe de nouveau sa théorie en 2011 lors d'une émission de Franck Ferrand.
Est également évoquée la théorie de la vengeance des Grands jours d'Auvergne, procès royal établi de 1664 à 1667 pour condamner les abus commis par la noblesse. Les coupables, principalement de cruels seigneurs qui volaient ou torturaient les paysans, étaient exécutés à la roue ou décapités, et beaucoup ont vu leurs biens confisqués ou rasés. La famille Morangiès était liée aux Lamotte-Beaufort-Canillac, illustre famille d'Auvergne qui fut la plus touchée par les poursuites du tribunal royal avec cinq membres condamnés à mort. En 1740, les Morangiès achètent les terres des Canillac après que le dernier d'entre eux se soit éteint sans descendance[réf. nécessaire]. La famille Apcher a également eu au moins un ancêtre qui a été condamné pour meurtres : le comte de Vabres,. Les partisans de la théorie pensent que certains nobles, comme les Morangiès, se sont servis de la Bête pour venger leurs ancêtres, salis par la paysannerie et la monarchie pendant ces procès des « Grands jours ».[réf. nécessaire]
La théorie faisant du comte de Morangiès un fou sadique sera reprise dans de nombreuses œuvres de fiction. Les historiens n'ont jamais retenu cette thèse, car elle ne repose sur aucun document historique valable. Jean-François Charles de Morangiès a vécu plus de trente ans après l'affaire sans qu'aucun soupçon de meurtres, malgré ses multiples procès et emprisonnements, ne pèse sur sa personne.

## Cinéma et télévision
Dans ces deux œuvres audiovisuelles, le comte de Morangiès meurt pendant l'affaire de la Bête, en 1767. Dans la réalité, il a continué à vivre bien après la Révolution.

### Le Pacte des loups (2001)
Vincent Cassel prête ses traits au personnage de Jean-François de « Morangias », marionnette de Henri Sardis (Jean-François Stévenin), « curé de Saint-Alban ». Tous deux œuvrent pour Le Pacte, une société secrète adepte de l'obscurantisme religieux qui comprend un grand nombre de la noblesse du Gévaudan. Morangias, devenu fou après un voyage en Afrique (d'où il aurait ramené la Bête qui serait un grand fauve, très probablement un lion), se fait passer pour un infirme en dissimulant son bras dans un corset. Il est obsédé par sa sœur, Marianne (Émilie Dequenne), au point de la violer dans le dernier acte du film.
Dans les premiers jets du scénario de Stéphane Cabel, c'est Sardis qui est manchot. Morangias est seulement sujet à de fortes fièvres. C'est par la suite, dans une version remaniée à la demande de Vincent Cassel, que Morangias deviendra infirme...et que Sardis, du coup, retrouvera sa main .

### La Bête du Gévaudan (2003)
C'est Vincent Winterhalter qui incarne le comte de Morangiès, un sadique déguisé en loup, tuant avec une mâchoire en fer et vouant un culte aux cannibales des « mondes nouveaux » (faisant référence à l'exploration de territoires sauvages par la marine française).